# Poeten og Lillemor
Poeten og Lillemor er en dansk tegneserie af Jørgen Mogensen.
Tegneserien dannede grundlag for Erik Ballings filmserie Poeten og Lillemor (1959), Poeten og Lillemor og Lotte (1960) og Poeten og Lillemor i forårshumør (1961) med Helle Virkner og Henning Moritzen i de to titelroller.